# The Top
The Top är det femte studioalbumet av det engelska rockbandet The Cure, utgivet den 30 april 1984 på Fiction Records. En nyutgåva släpptes 2006 med en tillhörande bonusskiva innehållande 17 livelåtar.

## Låtlista
Alla låtar skriva av Robert Smith där inget annat anges
1. "Shake Dog Shake" – 4:55
2. "Birdmad Girl" (Smith, Tolhurst) – 4:05
3. "Wailing Wall" – 5:17
4. "Give Me It" – 3:42
5. "Dressing Up" – 2:51
6. "The Caterpillar" (Smith, Tolhurst) – 3:40
7. "Piggy in the Mirror" (Smith, Tolhurst) – 3:40
8. "The Empty World" – 2:36
9. "Bananafishbones" – 3:12
10. "The Top" – 6:50

## Singlar
- "The Caterpillar" (26 mars 1984)

## Medverkande
- Robert Smith - sång, multiinstrument
- Andy Anderson - slagverk, trummor
- Lol Tolhurst - övriga instrument
- Porl Thompson - saxofon samt keyboard och gitarr (live)
- Phil Thornalley - bas (live)